# Samantha Mumba
Samantha Tamania Anne Cecilia Mumba (Dublín, 18 de enero de 1983) es una cantante, compositora, actriz y modelo irlandesa.
Su primer álbum salió a la venta en el 2000 y obtuvo éxito internacional. Además de ser cantante, también es actriz; su mayor y más conocido papel fue en la película La máquina del tiempo, de 2002, interpretando el papel de Mara. Además, ha aparecido en numerosas películas irlandesas.

## Biografía
Samantha Mumba nació en Dublín, Irlanda. Su padre, Pedro Mumba, es un ingeniero aeronáutico de Zambia y su madre Barbara (irlandesa de nacimiento) trabaja como miembro de la tripulación de la cabina en las líneas irlandesas Aer Lingus.

## Carrera musical

### 2000-2002
A los 15 años de edad, Mumba fue descubierta en un programa de talentos de la Televisión RTÉ llamado "Déjame que te entretenga" (Let Me Entertain You) por Irish Svengali y Louis Walsh (manager de Boyzone y Westlife). Walsh se quedó impresionado por su talento y ella firmó con Polydor Records. Samantha pasó consecuentemente varios meses viajando y mudándose entre Dinamarca, Suecia, Reino Unido e Irlanda donde coescribió y grabó su primer álbum, Gotta Tell You. Ella finalmente abandonó la escuela para centrase en su carrera musical, explicando que comenzaba a ser difícil compaginar el colegio con su trabajo en el mundo de la música.
El primer sencillo de Mumba, "Gotta Tell You", salió a la luz en 2000 y se colocó rápidamente en la primera posición de las listas irlandesas. También alcanzaría un número 2 en las listas de Reino Unido. Mumba además tuvo éxito en Estados Unidos con su sencillo de debut llegando a alcanzar el puesto número cuatro en la Billboard Hot 100. El álbum Gotta Tell You se mantuvo en las listas durante 6 meses y alcanzó finalmente el disco de platino al conseguir vender 1 millón de copias. Cinco Top 10 le seguirían en el Reino Unido y tuvo otro top 50 en los Estados Unidos, llevando a algunos a llamarla la "Britney Spears negra", aunque ella rechaza este título. Hasta la fecha, su primer álbum ha vendido en torno a las 4 millones de copias en todo el mundo. Mumba fue nominada en el año 2002 para un premio Grammy por su canción  "Baby, Come Over (This Is Our Night)" en la categoría a la mejor mezcla realizada no-clásica, pero no lo ganó. En 2001 Mumba contribuyó en la canción You Raise Me Up de los Celtic Tenors (Los Tenores Celtas). En las Navidades de 2001 sacó a la venta un EP llamado Samantha Sings Christmas (Samantha Canta la Navidad), este era un disco extra con otras ediciones del Gotta Tell You. En octubre de 2000, el sencillo Gotta Tell You fue puesto a la venta en Francia. Fue un éxito y consiguió el disco de Plata (por más de 125.000 ventas). It was later used in the Klasky Csupo movie "Rugrats in Paris".

### 2002-2006
En 2002 Mumba creó un nuevo sencillo I'm Right Here con un sonido de fondo mucho más estilizado. En el video colabora Damien Marley, hijo de Bob Marley. El video fue emitido con éxito en la televisión tanto en Estados Unidos como en el Reino Unido. Este sencillo sería el quinto single top 5 de Mumba en Reino Unido y su quinto top 3 en Irlanda. En Estados Unidos y Alemania la canción tendría un éxito un poco menor, alcanzando un máximo de 80 y 81, respectivamente.
Circularon rumores de que Mumba se estaba preparando para sacar un segundo álbum, Woman (Mujer), pero debido a las bajas ventas del sencillo "I'm Right Here" en los Estados Unidos y su poca estancia en las listas de Reino Unido, ella abandonó ese proyecto, pero Mumba afirmó en el Late Late Show (3 de febrero de 2007) que nunca hubo un segundo álbum y que las canciones que corrían por internet eran intentos suyos para encontrar un nuevo sonido.
El 23 de octubre de 2006, sacó un álbum, The Collection. En el álbum aparecían canciones de Gotta Tell You, caras B y dos nuevas canciones incluyendo su sencillo I'm Right Here.

### 2008-presente

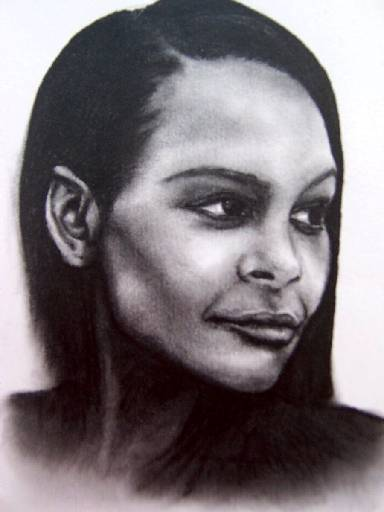
Dibujo de Samantha Mumba

El 17 de enero del 2008, Samantha apareció en el show de televisión "Loose Women". Después de hablar sobre su desaparición en el mundo de la música y su aparición en el reality show de la Independent Television "Dancing On Ice" ("Bailando Sobre Hielo"), ella explicó que ha estado grabando un nuevo disco y que espera que salga a la luz en verano del 2008.
Samantha fue parte del tour Clubland. Ella viajó por Reino Unido e Irlanda en marzo del 2008. El grupo Cascada fue el que encabezó el tour.

### Posición en las listas musicales

#### Álbumes
| Año  | Álbum          | U.S. | UK | AUS | IRL | GER |
| ---- | -------------- | ---- | -- | --- | --- | --- |
| 2000 | Gotta Tell You | 67   | 9  | -   | 14  | 53  |
| 2006 | The Collection | -    | -  | -   | -   | -   |

#### Sencillos
| Año  | Canción                                | Álbum                | U.S. | UK | AUS | IRL | GER | FRA |
| ---- | -------------------------------------- | -------------------- | ---- | -- | --- | --- | --- | --- |
| 2000 | Gotta Tell You                         | Gotta Tell You       | 4    | 2  | 3   | 1   | 17  | 9   |
| 2000 | Body II Body                           | Gotta Tell You       | -    | 5  | 14  | 2   | 58  | -   |
| 2001 | Always Come Back to Your Love          | Gotta Tell You       | -    | 3  | 63  | 1   | -   | -   |
| 2001 | Baby Come On Over                      | Gotta Tell You       | 49   | 5  | 35  | 2   | 67  | -   |
| 2001 | Don't Need You To (Tell Me I'm Pretty) | Gotta Tell You       | -    | -  | -   | -   | -   | -   |
| 2001 | Lately                                 | Gotta Tell You       | -    | 6  | -   | 3   | -   | -   |
| 2002 | I'm Right Here                         | Woman/The Collection | 80   | 5  | 32  | 3   | 81  | -   |

## Carrera como modelo
Justo después de su éxito con Gotta Tell You, Mumba pasó a ser la cara del diseñador Louise Kennedy en la colección primavera/verano.
Ella también fue embajadora de Dior cuando se lanzó la colección de relojes de Dior en Irlanda. Al mismo tiempo, Mumba también fue la cara de Reebok apareciendo en anuncios impresos en Reino Unido e Irlanda para la gama Quest.
En 2005, Mumba además se convirtió en la cara y cuerpo de la línea de lencería Per Amore, sólo disponible en la cadena de tiendas de Irlanda.

## Carrera como actriz
Después de dejar en la música, Mumba puso su carrera musical en pausa y comenzó a asistir a audiciones para películas. En 2002 Simon Wells la contrató para que interpretase el papel de Mara en La Máquina del Tiempo. Mara es una chica que forma parte de una civilización humana posapocalíptica, cuyas fuentes primarias de alimentación son la caza y la recolección en el año 802.701. Ella coprotagonizó con Guy Pearce y la película consiguió una recaudación de 56.684.819 $ en los Estados Unidos. La segunda aventura cinematográfica de Mumba fue en 2003, donde apareció en la película Spin The Bottle (Gira La Botella).
En 2005, Mumba volvió a actuar con el papel de Jessica en la película irlandesa Boy Eats Girl. La película tuvo una recaudación muy baja en Irlanda, obteniendo poco más de 1 millón de €; cifra muy baja teniendo en cuenta que el presupuesto para hacerla fue de 5 millones de €.
En 2006, Mumba comenzó en el Nailed, interpretando el papel de Sapphire. La película tenía originalmente un bajo presupuesto, pero llamó la atención de un productor americano que aportó ingresos. Johnny fue una película inglesa de gánsteres que Mumba coprotagonizó con Vinnie Jones y Eriq La Salle, interpretando a "Rita". En 2007 Mumba trabajó en la película 3 Crosses.
Mumba confirmó en el programa Late Late Show, el 9 de febrero de 2007, que la habían seguido durante los últimos seis meses con cámaras para un "reality show" del Canal 4. Este programa se llama Get Your Act Together con Harvey Goldsmith e intenta que Mumba reviva su carrera musical con Harvey Goldsmith como mentor.
Mumba empezó en 2008 a participar en el programa Dancing On Ice (Bailando Sobre Hielo), pero fue eliminada en la tercera semana.

## Premios y nominaciones
- Premio Grammy
  - 2001, Mejor Mezcla, No-Clásica (Nominada)
- Premios MOBO
  - 2001, Mejor Álbum, "Gotta Tell You" (Nominada)
  - 2000, Mejor Vídeo, "Gotta Tell You" (Nominada)
- Smash Hits
  - Encuesta de Ganadores; Mejor Mujer Revelación (Ganadora)